# 1106 (عدد)
ألف ومئة وستة 1106 هو عدد صحيح، يلي العدد 1105 ويسبق العدد 1107.

## في الرياضيات

### خصائص
- عدد طبيعي.[3]
- عدد زوجي.[4][5]
- عدد موجب،[6] السالب منه هو - 1106.[7]

## في التاريخ
- 1106 هـ هي سنة في التقويم الهجري.
- هي سنة  1106 م في التقويم الميلادي.

## وصلات خارجية
الأعداد الصاتمة، ديوان اللغة العربية.